# 河南马先蒿
河南马先蒿（学名：[Pedicularis honanensis] 错误：{{Lang}}：文本有斜体标记（帮助））是列当科马先蒿属的植物，是中国的特有植物。分布在中国大陆的河南等地，生长于海拔1,420米的地区，一般生于灌木林缘，目前尚未由人工引种栽培。